# Арсура (Васлуј)
Арсура (рум. Arsura) насеље је у Румунији у округу Васлуј у општини Арсура. Oпштина се налази на надморској висини од 202 m.

## Становништво
Према подацима из 2002. године у насељу је живело 1994 становника, од којих су сви румунске националности.

### Хронологија
| Година       | 1992 | 1993 | 1994 | 1995 | 1996 | 1997 | 1998 | 1999 | 2000 | 2001 | 2002 | 2003 | 2004 | 2005 | 2006 | 2007 | 2008 | 2009 | 2010 | 2011 | 2012 | 2013 | 2014 | 2015 | 2016 | 2017 |
| ------------ | ---- | ---- | ---- | ---- | ---- | ---- | ---- | ---- | ---- | ---- | ---- | ---- | ---- | ---- | ---- | ---- | ---- | ---- | ---- | ---- | ---- | ---- | ---- | ---- | ---- | ---- |
| Становништво | 2305 | 2247 | 2215 | 2180 | 2219 | 2171 | 2129 | 2111 | 2096 | 2094 | 2057 | 2040 | 2007 | 1992 | 1957 | 1930 | 1924 | 1894 | 1851 | 1811 | 1794 | 1759 | 1705 | 1653 | 1620 | 1592 |